# Enterprise Unified Process
Het Enterprise Unified Proces (EUP) is een verdieping van het Rational Unified Process, ontwikkeld in 2000 door Scott W. Ambler en Larry Constantine.

## Fases
Het universele proces dicteert 4 projectfasen: de aanvang, uitbreiding, bouw en transitie. Bij de EUP worden er twee fasen aan toegevoegd: de productie en de pensionering.

## Disciplines
Het Rational Unified Process definieert negen projectdisciplines:
- Bedrijfs Modellering
- Vereisten
- Analyse en Ontwerp
- Implementatie
- Testen
- Plaatsing
- Het Beheer van de configuratie en van de aanpassing
- Projectleiding
- Het milieu

Hier wordt door EUP nog 1 discipline aan toegevoegd:
- Ondersteuning

En zeven ondernemingsdisciplines:
- Bedrijfs modellering
- Portefeuille beheer
- De Architectuur van de onderneming
- Strategisch Hergebruik
- Peope Management
- Ondernemingsbeleid
- De Verbetering van het Proces van de software

## Beste gebruiken van EUP
EUP levert de volgende beste gebruiken:-
1. Ontwikkel in iteraties
2. Vereisten beheren
3. Bewezen architectuur
4. Modellering
5. Constante verificatie kwaliteit.
6. Veranderingen beheren
7. Ontwikkelen in samenwerking
8. Verder kijken dan oplevering
9. Bruikbare software afleveren op regelmatige basis
10. Risico management